# Shotol
Der Shotol (auch Shatul) ist ein rechter Nebenfluss des Pandschschir im Osten Afghanistans.

## Verlauf
Der Shotol ist ein Gebirgsfluss im äußersten Südwesten der Provinz Pandschschir. Er entspringt in den vergletscherten Bergen des Hindukusch an der Provinzgrenze zu Parwan und Baglan. Der Fluss strömt in überwiegend südlicher Richtung durch das Gebirge. Über das abgelegene und schwer zugängliche Flusstal erstreckt sich der nach dem Fluss benannte Distrikt Shotol.
Auf seinen letzten Kilometern erreicht der Fluss die Provinz Parwan. Er wendet sich nach Osten und mündet kurz darauf bei Golbahar rechtsseitig in den Pandschschir. Der Shotol ist 45 km lang. Er entwässert ein Areal von 205 km². Der mittlere Abfluss an der Mündung beträgt 3,89 m³/s.

## Hydrometrie
Mittlerer monatlicher Abfluss des Shotol (in m³/s) am Pegel Golbahar
gemessen von 1967–1980